# Península de Itapagipe
La Península de Itapagipe es una península localizada en el municipio de Salvador, capital del estado brasileño de Bahía. La península comprende la Región Administrativa II, donde se sitúan los barrios de los Alagados, la playa de Boa Viagem, Bonfim, Monte Serrat, Ribeira, barrio do Uruguai y el barrio de Roma.